# Thetidia mabillei
Thetidia mabillei är en fjärilsart som beskrevs av Paul Thierry-Mieg, 1893. Thetidia mabillei ingår i släktet Thetidia och familjen mätare, Geometridae. Inga underarter finns listade i Catalogue of Life.